# Otidiphaps insularis
Otidiphaps insularis ("svartnackad fasanduva", officiellt svenskt trivialnamn saknas) är en fågel i familjen duvor inom ordningen duvfåglar. Den betraktas i allmänhet som underart till fasanduva (Otidiphaps nobilis), men har getts artstatus av Birdlife International och IUCN, som kategoriserar den som akut hotad. Fågeln förekommer enbart på ön Fergusson i d'Entrecasteaux-öarna utanför östra Nya Guinea.